# واقد بن عمرو بن سعد بن معاذ
واقد بن عمرو بن سعد بن معاذ أبو عبد الله المدني الأنصاري، تابعي، وأحد رواة الحديث النبوي الثقات، من أهل المدينة المنورة، وحفيد الصحابي سعد بن معاذ. مات سنة 120 هـ.

## روايته للحديث النبوي
- روى عن: أنس بن مالك، وأفلح مولى أبي أيوب الأنصاري، وجابر بن عبد الله بن عمرو بن حرام، ونافع بن جبير بن مطعم.
- روى عنه: دَاوُد بْن الحصين، وسعد بن إسحاق بن كعب بن عجرة، وعتبة بن جبيرة الأَنْصارِيّ، ومحمد بن زياد، ومحمد بن عَمْرو بن علقمة، ويحيى بن سعيد الأنصاري.[2]
- الجرح والتعديل: وثّقه أبو زرعة الرازي،[2] وقال محمد بن سعد البغدادي: «كَانَ ثقة، وله أحاديث، وقد انقرض ولده، فلم يبق منهم أحد.»،[1] ذكره ابن حبان في كتاب الثقات، روى له مسلم بن الحجاج، وأبو داود، والترمذي، والنسائي.[2]